# William Cullen
William Cullen (15 de abril de 1710, Hamilton – 5 de fevereiro de 1790, Edimburgo) foi um químico e psiquiatra britânico.

## Vida
Willian Cullen iniciou em 1726 curso de artes e estudos gerais na Universidade de Glasgow. Interessado em medicina, foi aprendiz de cirurgião apotecário com John Paisley, em Glasgow. Em 1729 trabalhou como cirurgião para a Companhia das Índias Ocidentais. Em 1733 um pequeno legado financiou estudos particulares em literatura geral e filosofia. Foi para a Universidade de Edimburgo para ter aulas formais de medicina. Casou-se em 1741 e tornou-se conselheiro da cidade de Hamilton e magistrado. Também era o médico de James, quinto duque de Hamilton (1703-43) e sua família.
Com o falecimento do duque em 1743, Cullen e sua família mudaram-se para Glasgow, onde atendia pacientes e ensinava fisiologia, botânica e disciplinas médicas.
Em 1755 mudou-se para Edimburgo e assumiu a cadeira do Instituto de Medicina em 1766. Ajudou a fundar a Royal Society of Edinburgh (Sociedade Real de Edimburgo) e a Royal Medical Society (Sociedade Real de Medicina). Pela sua liderança acadêmica foi eleito membro da Royal Society of London (Sociedade Real de Londres) em 1777.

## Contribuições para a Psiquiatria
Cullen acreditava em "entidades" como causa de doenças. Compilou um extenso livro de nosologia (sistema classificatório para doenças). Foi o primeiro a ver a analogia entre delírio e sonhos ilusórios (isto é, sonhos com conteúdos incongruentes ou bizarros). Também foi o primeiro a cunhar o termo neurose, entretanto o utilizou de uma forma que pouco lembra o conceito moderno de perturbações de ansiedade.

## Publicações
Devido à grande popularidade do trabalho de Cullen, muitas de suas publicações foram traduzidas para vários idiomas em toda a Europa. O trabalho mais popular e bem-sucedido de Cullen foi seu livro de medicina First Lines of the Practice of Physic, publicado em dois volumes em 1777 e expandido a cada edição até atingir quatro volumes em sua edição final (1784).
Sua primeira publicação em livro foi Synopsis Nosologiae Methodicae (1769), a nosologia muito influente de Cullen, ou classificação de doenças. Sua próxima publicação também foi um livro de medicina, e tratava das Instituições da medicina, ou seja, da teoria médica. Seu título completo era Institutions of Medicine. Part I. Physiology (1772) porque se concentrava na fisiologia, que tradicionalmente era apenas uma parte das Instituições (patologia e terapêutica também eram partes essenciais da teoria médica). Passou por mais duas edições (1777 e 1785).
O trabalho em sua obra-prima, First Lines of Practice of Physic, ocupou grande parte de seu tempo nas décadas de 1770 e 1780, mas ele conseguiu uma publicação final. Este foi o seu tratado de dois volumes A Treatise of the Materia Medica (1789), que foi altamente valorizado por outros médicos em toda a Europa.
Assim, as seguintes obras, com suas datas de publicação (incluindo várias edições), compõem a maioria da obra de Cullen:
- Synopsis Nosologiae Methodicae (1769; 1771; 1780; 1785)
- Lectures on the Materia medica. 2a. Ed. Dublin: Whitestone, 1781. online - University and State Library Düsseldorf.
- Cours de Matière médicale. Paris, 1788. online - Universidade e Biblioteca Estadual de Düsseldorf.
- Institutions of Medicine. Part I. Physiology (1772; 1777; 1785)
- First Lines of the Practice of Physic (1777; 1778; 1781; 1784; 1793 (vol. 1; vol. 2))
- A Treatise of the Materia Medica (1789)
  - Traité de Matière médicale traduzido por Édouard François Marie Bosquillon. Publicado em: vol. 1 – 3: Pavie: Sauveur, 1791. online - University and State Library Düsseldorf.
  - Trattato di Materia medica. Envolvidos: Dalladecima, Angelo. 2. Ed. Erschienen: Bd. 1 – 6. Padova: Bettinelli, 1798. online - University and State Library Düsseldorf.

Cullen também publicou alguns trabalhos mais curtos (por exemplo, "A Letter to Lord Cathcart" em 1776), que não foram incluídos nesta lista.